# Поку, Эрнест
Эрнест Поку (нидерл. Ernest Poku; род. 28 января 2004, Гамбург) — нидерландский футболист, нападающий клуба «Байер 04».

## Футбольная карьера
Эрнест начинал заниматься футболом в клубе «Робингуд», который расположен в Амстердаме и имеет суринамское происхождение. Затем играл в клубе «Амстердам», пока не перешёл в академию АЗ. В феврале 2020 года подписал контракт с клубом сроком до лета 2023 года. Весной 2021 года попал в состав второй команды АЗ — «Йонг АЗ». 30 апреля 2021 года дебютировал в Эрстедивизи поединком против «Роды», выйдя на поле на замену на 67-й минуте. Всего в дебютном сезоне успел провести 3 встречи.
Сезон 2021/2022 начал в составе основной команды. 14 августа 2021 года в поединке первого тура против «Валвейка» дебютировал в Эредивизи. АЗ проиграл со счётом 1:0, Эрнест вышел на поле на замену на 80-й минуте вместо Альберта Гудмюндссона. 18 августа Эрнест дебютировал в Лиге Европы, выйдя на замену на 80-й минуте в поединке квалификационного этапа против шотландского «Селтика».
12 августа 2025 года перешёл в немецкий клуб «Байер 04», подписав пятилетний контракт до середины 2030 года. В новой команде он получил 19 номер.
В 2020 году провёл 2 встречи за сборную Нидерландов среди юношей до 16 лет.

## Личная жизнь
Имеет ганское происхождение. Младший брат, Эмануэль Поку, играет за «Алмере Сити».

## Статистика выступлений
| Клуб             | Сезон            | Лига             | Лига  | Лига | Кубок | Кубок | Междунар. | Междунар. | Всего | Всего |
| Клуб             | Сезон            | Лига             | Матчи | Голы | Матчи | Голы  | Матчи     | Голы      | Матчи | Голы  |
| ---------------- | ---------------- | ---------------- | ----- | ---- | ----- | ----- | --------- | --------- | ----- | ----- |
| Йонг АЗ          | 2020/2021        | Эрстедивизи      | 3     | 0    | 0     | 0     | 0         | 0         | 3     | 0     |
| АЗ               | 2021/2022        | Эредивизи        | 1     | 0    | 0     | 0     | 1         | 0         | 2     | 0     |
| Всего за карьеру | Всего за карьеру | Всего за карьеру | 4     | 0    | 0     | 0     | 1         | 0         | 5     | 0     |